# Edward Berggren

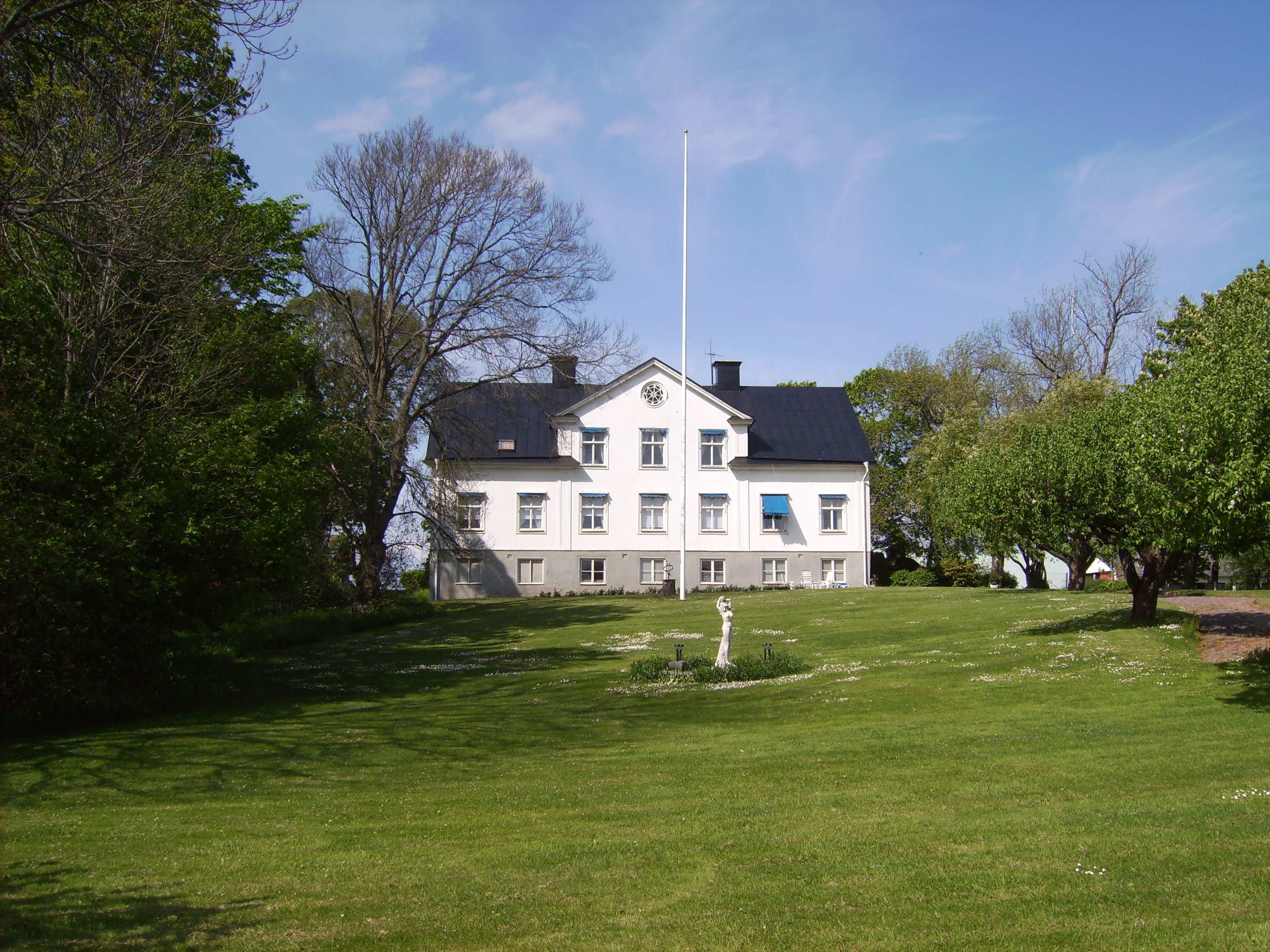
Linghems gård. Linghem var i början av 1800-talet en stor bondby och är det fortfarande, bestående av 11–12 gårdar med lika många bönder. Samhället har vuxit fram kring Linghems gård, som omtalas i dokument första gången 1315, och Gällstad by i Törnevalla socken.

Carl Edward Berggren, född 20 november 1876 på Linghems gård i Törnevalla socken, nära Linköping i Östergötland, död 19 maj 1961 i Västerleds församling i Bromma, Stockholm, var en svensk konstpedagog, målare, grafiker och illustratör.
Han var lärare vid Högre konstindustriella skolan (Tekniska skolan) i Stockholm 1919–1944, där han hade en elevateljé, och ledare för en egen privat konstskola som han själv grundade, Edward Berggren och Gottfrid Larsson målarskola.

## Familjeförhållanden
Edward Berggrens föräldrar var stationsinspektoren Karl Ernst Berggren och Kristina Sofia Charlotta (Lotte) von Heijne. Edward Berggren gifte sig 1922 med Elsa Sundling, äktenskapet upplöstes 1924.

## Studier
Berggren studerade vid Tekniska skolan i Stockholm 1894–1895 och han bedrev privata studier för C.W. Jaensson, Caleb Althin och Axel Kulle. Därefter studerade han vid Konstakademien i Stockholm 1897–1903. 1903–1904 studerade han i Paris för den norske naturalistkonstnären Christian Krohg och för Emile Renard (1850–1930) vid Académie Colarossi. Han studerade även på Académie de la Grande Chaumière, en konstskola i Paris som hade grundats 1902 och som hade sin storhetstid i början av 1900-talet. Edward Berggren erhöll Kungliga medaljen 1905.

## Studieresor
Berggren företog omfattande studieresor i Europa. Åren 1910–1913 vistades han huvudsakligen i Rom. 

## Konstutställningar och utställningskommissarie
Edward Berggren deltog i konstutställningar bland annat i Stockholm, Göteborg, Hamburg och München. Han var Konstnärsklubbens sekreterare åren 1914–1917. Vid ett flertal konstutställningar var han kommissarie. Han var kommissarie för utställningen av Konstnärsporträtt 1800–1920 i Stockholm hösten 1920.

## Lärare
Edward Berggren var lärare i figurteckning vid Högre konstindustriella skolan i Stockholm från mars 1917 och blev tillförordnad överlärare från februari 1919. Från september 1919 blev han utnämnd till överlärare i figurteckning vid Högre Konstindustriella skolan. Åren 1919–1920 förestod han Althins målarskola i Stockholm.

## Grundade konstskola i Stockholm

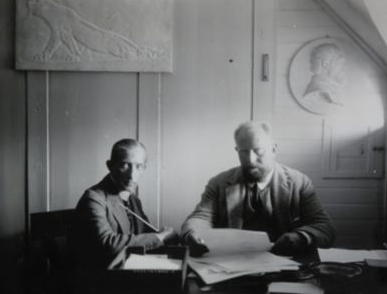
Edward Berggren grundade 1920 tillsammans med skulptören Gottfrid Larsson en privat konstskola i Stockholm, "Edward Berggrens och Gottfrid Larssons målarskola". Målarskolan drev de tillsammans åren 1920–1932. Här syns de båda konstnärerna i Konstskolan vid Karlaplan i Stockholm 1924.

1920 grundade Edward Berggren tillsammans med skulptören Gottfrid Larsson en privat konstskola i Stockholm under namnet Edward Berggrens och Gottfrid Larssons målarskola. De båda konstnärerna drev tillsammans den privata målarskolan i Stockholm åren 1920–1932. Edvard Berggren var lärare i figurteckning och Gottfrid Larsson stod för utbildningen i skulptur. Akke Kumlien (1884–1949), som var konstnär, formgivare och författare, var lärare i materiallära. Konstskolan var en förberedande skola för Konstakademien eller Tekniska skolan och en målar- och teckningsskola efter parisiskt mönster, förenad med undervisning i modellering. Många kända östgötakonstnärer började sin utbildning i Edward Berggrens konstskola.
I början av 1920-talet låg konstskolan vid Karlaplan. Senare flyttade skolan till lokalar vid Kungsgatan 28. Men när Gottfrid Larsson inte längre var kvar som lärare bytte skolan namn till enbart Edward Berggrens målarskola från år 1933. Då flyttade skolan flyttade till David Bagares gata, där den hade sina lokaler under åren 1933–1975. Elevateljén låg på David Bagares gata i Stockholm och skolan hette då Edward Berggrens Målarskola och drevs under det namnet åren 1933–1958. 1957 blev konstnären Idun Lovén (1916–1988) chef för Edward Berggrens elevateljé i Stockholm och därefter agreerad från 1958. Det året övertog Idun Lovén skolan och den bytte namn till 
Konstskolan Idun Lovén och där var hon rektor och lärare. Skulpturlinjen infördes igen som en linje bredvid målarlinjen. Skolan fungerade fortfarande som en förberedande skola för Konstakademien eller andra högre konstutbildningar. Hon drev konstskolan från 1958 till mitten av 1980-talet. 1975 flyttade Konstskolan Idun Lovén till hörnet av Repslagargatan och Götgatan på Södermalm i Stockholm, där det tidigare funnits ett sidenväveri.

## Konstnärligt skapande
Vid sidan om sin omfattande pedagiska verksamhet ägnade sig Berggren åt självständigt konstnärligt skapande. Han utförde ett större antal porträtt, till exempel prins Carl (1861–1951), skådespelerskan fru Stina Hedberg (1887–1981), gift med författaren Tor Hedberg. Sin mest betydande konstnärliga insats gjorde Berggren som illustratör. Han skapade ett mycket stort antal julpublikationer och ungdomspublikationer. Han illustrerade åtskilliga böcker av samtida svenska författare. Han illustrerade ett flertal barn- och ungdomsböcker samt Heidenstams Svenskarna och deras hövdingar.
Bland hans offentliga arbeten märks altarmålningar till
- Jäla kyrka (1926) i Skara stift i Västergötland. Altartavlan är målad med olja på duk, föreställer Jesus och sitter i en rund bågig, förgylld ram.[15][16]
- Funäsdalens kyrka (1928) i Tännäs-Ljusnedals församling i västra Härjedalens kommun. Funäsdalens kyrka ligger nedanför Funäsdalsbergets södra sluttning. Tavlorna som smyckar orgelläktaren visar apostlarna, Jesu närmaste vänner. Apostlabilderna föreställer Judas Taddaios, Simon Kananaios, Tomas, Matteus, Johannes, Paulus, Petrus, Andreas, Jakob, den äldre, Jakob, den yngre, Bartolomaios och Filippos.[17]  Skisserna till de tolv apostlabilderna i Funäsdalens kyrka finns i Nationalmuseum.[18]
- Huskvarna kyrka (1946) i Växjö stift i Huskvarna församling, en triptyk med motivet Kristi uppståndelse.
- Klostret Sankt Georgen (PTH Sankt Georgen) i Frankfurt am Main i Tyskland, ett privat universitet i den katolska kyrkans jesuitorden i Frankfurt am Main.

Berggren var aktiv katolik, vilket också märks i en del av hans motiv, och en betydande person inom den dåtida lilla "katolska societeten", bland annat som katolska kulturföreningen Concordia Catholicas ordförande 1934–1958. Han är begravd på Katolska kyrkogården i Stockholm.

## Representerad
- Nationalmuseum i Stockholm.[20]
- Delaware Art Museum, USA (Museet i Delaware, USA)